# Uppingaburg
Die Uppingaburg (auch Bawinghesburg oder Thedingaburg bzw. Thesingburg) ist eine abgegangene hochmittelalterliche Burg in der Gemeinde Nortmoor (Samtgemeinde Jümme) im Landkreis Leer in Niedersachsen. Seit 1780 steht an ihrer Stelle ein Herrenhaus mit Gräfte, das sich in Privatbesitz befindet und unter Denkmalschutz steht.

## Baubeschreibung
Die Uppingaburg ist ein Herrenhaus im Übergangsstil des klassizistischen Barocks. Es steht etwas abseits der Straße und ist in Teilbereichen von den Resten einer Graft umgeben. Die aufwendig aus Sandstein gefertigte barocke Freitreppe vor dem Haus ist vermutlich älter als das Gebäude selbst. Sie stammt möglicherweise von der abgebrochenen Evenburg in Leer. Die Außenwand ist durch Lisenen gegliedert. Die zweiflügelige Haustür mit Ober- und Seitenlichtern besitzt eine klassizistische Fassung.

## Geschichte
Die Burg wird erstmals 1439 als Bawinghesburg erwähnt. Der Name der Anlage geht möglicherweise auf einen ehemaligen Besitzer namens Ubbo Hebben zurück. Ab 1654 war ein Hans Caspar von Coeberer Besitzer der Anlage. Mit Christoph Wilhelm von Coeberer starb diese Familie im 18. Jahrhundert im Mannesstamm aus. Seine Tochter übergab das Gut 1752 an einen Verwandten ihres Mannes, den damals zehnjährigen Johann Vollrath Kettler (geb. 1742, gest. 1784). Dieser, inzwischen zum Ingenieurleutnant ernannt, ließ die Burg 1780 abbrechen und unter teilweiser Einbeziehung der alten Grundmauern das heutige Herrenhaus errichten. Später ersteigerte die Familie Rindels aus Nortmoor das Anwesen, das im 19. Jahrhundert durch Heirat an die Familie Thedinga ging. Nach ihr wird die Anlage auch Thedingaburg bzw. Thesingburg genannt.